# Aziatische kampioenschappen judo 2000
De Aziatische kampioenschappen judo van 2000 werden op 26 tot en met 28 mei 2000 gehouden in Osaka, Japan. 

## Resultaten

### Mannen
| Gewichtsklasse | Goud               | Zilver             | Brons                                    |
| -------------- | ------------------ | ------------------ | ---------------------------------------- |
| – 60 kg        | Tatsuaki Egusa     | Aidyn Smagulov     | Hyun Seung-Hoon Dorjpalamyn Narmandakh   |
| – 66 kg        | Yukimasa Nakamura  | Kim Hyung-Ju       | Purevdor Nyamlkhagva Mansur Jumaev       |
| – 73 kg        | Kenzo Nakamura     | Askhat Shakharov   | Seo Yoon-Seok Andrey Shturbabin          |
| – 81 kg        | Kazem Sarikhani    | Ruslan Seilkhanov  | Tsend-Ayuushiin Ochirbat Makoto Takimoto |
| – 90 kg        | Yoon Dong-sik      | Kamol Muradov      | Xu Zhiming Masatoshi Tobitsuka           |
| – 100 kg       | Park Sung-Keun     | Tomokazu Inoue     | Armen Bagdasarov Yen Kuo-che             |
| + 100 kg       | Yasuyuki Muneta    | Vyacheslav Berduta | Kang Eui-kei Mahmoudreza Miran           |
| Open klasse    | Tatsuhiro Muramoto | Mahmoudreza Miran  | Yeldos Ikhsangaliyev Mikhail Sokolov     |

### Vrouwen
| Gewichtsklasse | Goud           | Zilver                  | Brons                                 |
| -------------- | -------------- | ----------------------- | ------------------------------------- |
| – 48 kg        | Atsuko Nagai   | Gao Lijuan              | Cha Hyon-Hyang Galina Atayeva         |
| – 52 kg        | Yuko Isozaki   | Chen Bishan             | Kim Kyung-Ock Shih Pei-Chun           |
| – 57 kg        | Kie Kusakabe   | Khishigbatyn Erdenet-Od | Shen Jun Ri Myong-Hwa                 |
| – 63 kg        | Jung Sung-Sook | Ji Kyong-Sun            | Olga Artamonova Keiko Maeda           |
| – 70 kg        | Masae Ueno     | Dorjgotovyn Tserenkhand | Cho Min-Sun Liang Zhenxia             |
| – 78 kg        | Yin Yufeng     | Mizuho Matsuzaki        | Sambuu Dashdulam Nasiba Salayeva      |
| + 78 kg        | Tong Wen       | Kim Seon-Young          | Gulnara Kusherbayeva Mayumi Yamashita |
| Open klasse    | Sun Fuming     | Choi Sook-Ie            | Lee Hsiai-hung Midori Shintani        |

## Medaillespiegel
| Plaats | Land           | Goud | Zilver | Brons | Totaal |
| 1      | Japan          | 9    | 2      | 5     | 16     |
| 2      | Zuid-Korea     | 3    | 3      | 5     | 11     |
| 3      | China          | 3    | 2      | 3     | 8      |
| 4      | Iran           | 1    | 1      | 1     | 3      |
| 5      | Kazachstan     | 0    | 3      | 2     | 5      |
| 6      | Mongolië       | 0    | 2      | 4     | 6      |
| 7      | Oezbekistan    | 0    | 1      | 4     | 5      |
| 8      | Noord-Korea    | 0    | 1      | 2     | 3      |
| 9      | Kazachstan     | 0    | 1      | 1     | 2      |
| 10     | Chinees Taipei | 0    | 0      | 3     | 3      |
| 11     | Turkmenistan   | 0    | 0      | 2     | 2      |
| Totaal | Totaal         | 16   | 16     | 32    | 64     |